# Србовац
Србовац (алб. Sërboc) је насеље у општини Звечан на Косову и Метохији. Атар насеља се налази на територији катастарске општине Србовац површине 672 ha, по општинској процени 613 ha. Након 1999. село је познато и као Бугарићи (алб. Bugariq). Село је на магистралном путу Косовска Митровица-Краљево, на 9 km од Косовске Митровице. Већина кућа је подигнута са леве стране магистаралног пута. За ово село је мало поузданих података, али се по народном предању садашње српског становништва у село враћа крајем XVIII века на своја вековна огњишта.
Кроз Србовац протиче река Ибар. Већина мештана се бави пољопривредом док је остатак упошљен у државним установама у Звечану и Косовској Митровици. Село је повезано на градски водовод, а делови имају сеоске водоводе. Већина домаћинстава има фиксне телефоне. Село нема основну школу.

## Познате личности
- Богдан Раденковић (1874 - 1917), српски револуционар

## Демографија
Према проценама из 2009. године које су коришћене за попис на Косову 2011. године, ово насеље је имало 157 становника, већина Срби.
| Година       | 1948 | 1953 | 1961 | 1971 | 1981 | 1991 | 2011 |
| ------------ | ---- | ---- | ---- | ---- | ---- | ---- | ---- |
| Становништво | 324  | 455  | 364  | 388  | 398  | 347  | 157  |

|  |